# Lucidio Sentimenti
Lucidio Sentimenti, couramment appelé Sentimenti IV, né le 1er juillet 1920 à Bomporto (Italie) et mort le 28 novembre 2014 à Turin (Italie), est un joueur de football professionnel italien, qui évoluait au poste de gardien de but.

## Biographie
Il est surtout connu pour avoir joué avec le club de la Juventus (avec qui il dispute son premier match bianconero en coupe le 19 septembre 1942 lors d'un large succès à l'extérieur 6-1 contre Mater Roma) entre les saisons 1942-43 et 1948-49. Lors de ses 6 saisons passées en bianconero, Sentimenti IV dit Cochi a en tout disputé 188 matchs toutes compétitions confondues (dont 129 matchs de Serie A) pour en tout 210 buts encaissés, et 5 buts marqués (4 lors de la saison 1944 et 1 lors de la saison 1945-46, deux saisons lors desquelles il évolua au poste d'attaquant).
Au total, Il dispute en tout 460 matchs de Serie A dans sa carrière, avec 565 buts encaissés.
Il joue son premier match avec la sélection italienne le 11 novembre 1945 lors d'un match nul 4-4 contre la Suisse
Fort de 9 sélections avec la Squadra Azzurra (dont 5 sous les couleurs de la Vieille Dame) pour 21 buts encaissés, Lucidio Sentimenti participa à la coupe du monde 1950 au Brésil avec l'Italie.

### La famille Sentimenti
La famille des Sentimenti, dont Lucidio faisait partie, était connue en Italie pour avoir un certain nombre de footballeurs professionnels, dont certains frères de Lucidio, comme Ennio, Vittorio, Primo, ou encore Arnaldo.
Il y avait également son cousin Lino, ainsi que ses neveux Roberto et Andrea.
Il joua en même temps que son frère, le gardien de but Vittorio Sentimenti à Modène, à la Juve et à la Lazio, le club romain où Primo Sentimenti jouait lorsque ses deux frères arrivèrent.
Les cinq frères Sentimenti étaient surnommés les Ciccio.

## Palmarès
| Juventus - Championnat d'Italie : - Vice-champion : 1945-46 et 1946-47. |  | Vicenza - Serie B (1) : - Champion : 1954-55. |